# Agakhanovite-(Y)
L'agakhanovite-(Y) (simbolo IMA: Agk-Y) è un minerale appartenente alla famiglia dei ciclosilicati; è molto raro e si trova nel gruppo della milarite all'interno della classe minerale dei "silicati e germanati" con composizione chimica idealizzata (YCa)◻2KBe3Si12O30. 

## Etimologia e storia
Le milariti ricche di ittrio e berillio sono state descritte per la prima volta nel 1965 in Norvegia. Negli anni '90 seguirono ulteriori scoperte di milariti-(Y) dal Brasile (Jaguaraçú) e dal Canada (Strange Lake), ma erano chimicamente troppo disomogenee per definire un nuovo minerale.
Solo nel 2011 un cristallo omogeneo di milarite-(Y) è stato isolato dalla pegmatite di Tørdal, il che ha permesso la completa caratterizzazione e nel 2013 il riconoscimento del nuovo minerale a base di ittrio e berillio agakhanovite-(Y) da parte dell'Associazione Mineralogica Internazionale (IMA) con il numero IMA 2013-090.
Il minerale prende il nome dal mineralogista russo Atali Akmuradovich Agakhanov (in russo: Атали Акмурадович Агаханов) (nato nel 1971), che lavora presso il Museo Mineralogico dell'Accademia russa delle scienze a Mosca. Agakhanov ha studiato un gran numero di minerali pegmatitici. Ad esempio, è stato coinvolto nello studio delle pegmatiti sul ghiacciaio Darai-Pioz nei Monti Alaj in Tagikistan e nella prima descrizione di due nuovi minerali del gruppo della milarite: la dusmatovite (1996) e la berezanskite (1997).

## Classificazione
Poiché l'agakhanovite-(Y) è stata riconosciuta dall'IMA solo nel 2013, non è elencata nell'8ª edizione della sistematica minerale di Strunz, che è obsoleta dal 1977, né nella 9ª edizione, che è stata aggiornata fino al 2024. Solo nella Sistematica dei lapis (Lapis-Systematik) secondo Stefan Weiß, che si basa ancora sulla vecchia forma della sistematica diStrunz per considerazione verso i collezionisti privati e delle collezioni istituzionali, al minerale è stato assegnato il sistema e al minerale nº VIII/E.22-19. In questa Sistematica ciò corrisponde alla classe dei "silicati e germanati" e quindi alla divisione "ciclosilicati", dove agakhanovite-(Y) insieme ad almarudite, armenite, berezanskite, brannockite, chayesite, darapiosite, dusmatovite, eifelite, emeleusite, faizievite, friedrichbeckeite, klöchite, lipuite, merrihueite, milarite, oftedalite, osumilite, osumilite-(Mg), poudretteite, roedderite, shibkovite, sogdianite, sugilite, trattnerite, yagiite e yakovenchukite-(Y) formano il "gruppo della milarite-osumilite" (VIII/E.22) con la struttura di doppi anelli esagonali [Si12O30]12- (a partire dal 2018).
Anche nella classificazione dei minerali secondo Dana, che viene utilizzata principalmente nel mondo anglosassone, l'agakhanovite-(Y) non è ancora elencata.

## Chimica
L'agakhanovite-(Y) è l'analogo dell'ittrio dell'oftedalite e forma una serie di cristalli misti con la milarite secondo la seguente reazione di scambio:
- {\displaystyle \mathrm {^{[A]}Ca^{2+}\,+\,^{[T2]}Al^{3+}=\,^{[A]}Y^{3}\,+\,^{[T2]}Be^{2+}} }

La composizione misurata dalla località tipo è:
- {\displaystyle \mathrm {^{[C]}K_{1,00}\,^{[B]}(H_{2}O)_{0,92}Na_{0,02}\,^{[A]}(Y_{0,89}Yb_{0,01}Ca_{1,06})_{\Sigma =1,96}\,^{[T2]}(Be_{2,93}Al_{0,07})_{\Sigma =3,00}\,^{[T1]}Si_{12,02}O_{30}} },

con la posizione nella struttura cristallina indicata tra parentesi quadre.
Oltre all'ittrio, possono essere incorporati piccoli contenuti di altri elementi delle terre rare, in particolare cerio (Ce), itterbio (Yb), disprosio (Dy), europio (Eu) e neodimio (Nd). Le milariti ricche di cerio, il cui contenuto di cerio supera quello dell'ittrio, sono state indicate come agakhanovite-(Ce), anche se una descrizione come specie separata è ancora in sospeso.

## Abito cristallino
L'agakhanovite-(Y) cristallizza nel sistema esagonale nel gruppo spaziale P6/mcc (gruppo nº 192) con i parametri del reticolo a = 10,3476 Å e c = 13,7610 Å così come due unità di formula per cella unitaria.
L'agakhanovite-(Y) è isotipica della milarite, il che significa che cristallizza con la stessa struttura della milarite.
La posizione {\displaystyle {\ce {C}}} coordinata 12 volte è completamente occupata dal potassio, la posizione {\displaystyle {\ce {B}}} coordinata 9 volte è occupata per metà da acqua e piccole quantità di sodio. La posizione {\displaystyle {\ce {A}}} coordinata ottaedrica è completamente occupata con uno ione Ca2+ e uno ione Y3+. La posizione {\displaystyle \mathrm {T2} } contiene solo piccole quantità di Al3+ oltre al berillio e la posizione {\displaystyle \mathrm {T1} }, che costruisce i 6 anelli doppi, contiene solo silicio (Si4+).

## Origine e giacitura
L'agakhanovite-(Y) è stata trovata come deposizione tardiva da soluzioni idrotermali in miarole di pegmatiti granitiche ricche di ittrio e berillio e si trova solitamente nelle druse. Oltre alla sua località tipo, la pegmatite cleavelandite-amazzonite a Tørdal, nella Norvegia meridionale, le milariti ricche di ittrio sono state finora rilevate solo in poche altre località: la pegmatite di Jaguaraçú (Minas Gerais, in Brasile), le pegmatiti del complesso di Strange Lake (Québec e Labrador, Canada) e la pegmatite Velká-Skála (Boemia Meridionale, in Repubblica Ceca).
Nella pegmatite di Jaguaraçú, la milarite ricca di ittrio si trova insieme ad adularia, albite, ematite, muscovite, quarzo e minasgeraisite-(Y). Nel granito parzialmente pegmatitico, ricco di alcali, dello Strange Lake Complex, si trova nelle miarole insieme a quarzo, albite, ematite e allo xenotime.
Nella pegmatite di Velká-Skála, l'agakhanovite-(Y) cresce su milarite povera di ittrio insieme a feldspato di potassio e quarzo.

## Forma in cui si presenta in natura
L'agakhanovite-(Y) sviluppa sfere di cristallo prismatiche incolori di dimensioni inferiori a un millimetro.